# Edward McKendree Bounds
Edward McKendree Bounds (15 de agosto de 1835 – 24 de agosto de 1913) conocido generalmente como E. M. Bounds, fue un autor cristiano y abogado estadounidense, así como líder de la Iglesia Metodista Episcopal del Sur. Es conocido por haber escrito 11 libros, nueve de los cuales abordaron el tema de la oración. Sólo dos de los libros de Bounds se publicaron antes de su muerte.

## Biografía
Edward McKendree Bounds nació el 15 de agosto de 1835 en Shelbyville (Misuri) . Fue hijo de Thomas Jefferson Bounds y Hester A. Purnell. En el prefacio de E. M. Bounds on Prayer, publicado por Hendrickson Christian Classics Series más de 90 años después de la muerte de Bounds, se postula que el joven Edward recibió su nombre del evangelista William McKendree, que fundó iglesias en el oeste de Misuri y sirvió como cuarto obispo de la Iglesia Metodista Episcopal . Era el quinto seis hermanos.
Thomas Jefferson Bounds fue uno de los colonos originales del Condado de Shelby (Misuri) . Antes de la organización del condado, Thomas Bounds fue el primer juez de paz. En abril de 1835, fue nombrado secretario del condado; posteriormente, en diciembre de 1835, fue nombrado comisionado del condado. En 1836, comenzó a albergar un tribunal en su casa durante el tercer mandato de cada año. Como comisionado del condado se encargó de dividir la ciudad en bloques y lotes para nuevos colonos. En 1840, impulsó la construcción de la Primera Iglesia Metodista. En 1849, Thomas falleció a causa de la tuberculosis.
Después de la muerte de su padre, Bounds, con 14 años, viajó con sus parientes al Cañón  de Mesquite en California, tras el descubrimiento de oro en la zona. Después de cuatro años sin éxito, regresaron a Misuri. Bounds estudió derecho en Hannibal (Misuri) tras lo cual, a los 19 años, se convirtió en el abogado en ejercicio más joven del estado de Misuri. A pesar de haber iniciado su carrera como abogado, Bounds se sintió llamado al ministerio cristiano cuando tenía poco más de veinte años, durante la época del Tercer Gran Despertar. Después de una reunión dirigida por el evangelista Smith Thomas, cerró su despacho de abogados y se mudó a Palmyra (Misuri) para inscribirse en el Seminario Centenario. Dos años más tarde, en 1859, a la edad de 24 años, fue nombrado pastor de la cercana Iglesia Metodista de Monticello (Misuri) .

### Matrimonio e hijos
El primer matrimonio de Bounds fue con Emma Elizabeth Barnett (Emmie), original de Washington (Georgia), el 19 de septiembre de 1876. Tuvieron tres hijos: Celeste, Corneille y Edward. Emmie murió el 18 de febrero de 1886.
Veinte meses después, Edward se casó con la prima de Emmie, Harriet Elizabeth Barnett (Hattie) en 1887. De este matrimonio nacieron seis hijos: Samuel, Charles, Osborne, Elizabeth, Mary y Emmie. Su hijo Edward, de su primera esposa, murió a la edad de seis años, y su hijo Charles, de su segunda esposa, falleció con sólo un año de edad.

### Servicio militar
Bounds no apoyaba la esclavitud, pero como era pastor de la Iglesia Metodista Episcopal del Sur, su nombre fue incluido en una lista de 250 personas que debían jurar lealtad y pagar una fianza de 500 dólares. Edward no estaba de acuerdo con tal juramento, se oponía moralmente a que la Unión recaudara fondos de esta manera y además no tenía los 500 dólares. Bounds fue arrestado, junto con las demás personas de la lista, en 1861 por tropas de la Unión y fue acusado de simpatizar con la Confederación. Estuvo recluido en una prisión federal de San Luis (Misuri) durante un año y medio. Luego fue trasladado a Memphis (Misuri) y liberado en un intercambio de prisioneros entre la Unión y la Confederación.
Se convirtió en capellán del Ejército de los Estados Confederados. Durante la Segunda Batalla de Franklin, Bounds fue gravemente herido por un sable de la Unión y fue hecho prisionero. El 28 de junio de 1865, Bounds estaba entre los prisioneros confederados que fueron liberados tras prestar juramento de lealtad a los Estados Unidos.

### Ministerio
Tras su liberación como prisionero del Ejército de la Unión, se sintió obligado a regresar a la ciudad de Franklin (Misuri), que había quedado devastada por la guerra, y ayudar espiritualmente en su recuperación; así se convirtió en pastor de la Iglesia Metodista Episcopal del Sur en dicha ciudad. Se encargaba de organizar reuniones de oración semanales que, a veces, duraban varias horas. Bounds fue reconocido por liderar el avivamiento espiritual en Franklin y eventualmente comenzó un ministerio de predicación itinerante por todo el país.
Tras servir en varias iglesias importantes de San Luis (Misuri) y otros lugares del sur como Tennessee y Alabama, en 1883 se convirtió en editor del St. Louis Christian Advocate. En 1888 fue nombrado editor asociado de The Nashville Christian Advocate, lugar que ocupó durante cuatro años.
Su ocupación principal en Washington (Georgia) era levantarse a las 4 de la madrugada y orar hasta las 7, aunque también sirvió como evangelista a lo largo de todo su ministerio.

## Teología
En sus escritos, Bounds adoptó puntos de vista soteriológicos que se aproximan en algunos detalles a la doctrina arminiana.

## Trasfondo literario
Sólo dos de los libros de Bounds se publicaron antes de su muerte. Después de su muerte, el reverendo Claudius (Claude) Lysias Chilton, Jr., nieto de William Parish Chilton y admirador de Bounds, trabajó en la preservación y preparación de la colección de manuscritos de Bounds para su publicación. En 1921, el reverendo Homer W. Hodge amplió el trabajo editorial.
Chilton dijo de los libros de Bounds: "Estos libros son pozos inagotables para toda una vida de extracción de agua espiritual. Son tesoros escondidos, formados en la oscuridad del amanecer y el calor del mediodía, forjados sobre el yunque de la experiencia por el poderoso golpe de lo divino. ¡Son voces vivas por las cuales él, estando muerto, aún habla!" 
Tras abandonar su carrera como abogado al sentir el llamado de Dios hacia el ministerio, E. M. Bounds se dedicó al estudio de la Biblia así como de los sermones de John Wesley y las biografías de David Brainerd y John Fletcher, tras lo cual comenzó a predicar y evangelizar.
Bounds fue reconocido como un experto en el ámbito de la oración y, por su experiencia, hablaba del tema en términos militares como "nuestra arma más formidable" o "luchar en oración".
Su libro El predicador y la oración, que más tarde se reeditó bajo el título El poder a través de la oración, está catalogado entre los 100 libros cristianos que cambiaron el siglo XX.

## Obras publicadas
- El predicador y la oración (1907)[11][2]
- La gloria de la resurrección (1907, republicado en 1921 como Gloria inefable: pensamientos sobre la resurrección )[2][12][7]
- La oración, fuente de poder (1910)
- El propósito en la oración (1920)[11][7]
- La oración y los hombres que oran (1921)[13][12][7]
- El cielo: un lugar, una ciudad, un hogar (1921)[12]
- Satanás: su personalidad, poder y derrocamiento (1922)[12][11]
- Las posibilidades de la oración (1923)[11][7]
- La realidad de la oración (1924)[11][7]
- Los fundamentos de la oración (1925)[11]
- La necesidad de la oración (1929)[14][7]
- El arma de la oración (1931)[14]